# Yo quiero que me lleven a Hollywood
Yo quiero que me lleven un Hollywood és una comèdia espanyola de 1931 dirigida per Edgar Neville i únic film protagonitzat per la cupletista Perlita Greco, juntament amb l'escriptor valencià Federico García Sanchiz. Va ser una de les primeres pel·lícules sonores espanyoles, la primera dirigida per Neville i avui dia és una pel·lícula perduda, ja que només en queden alguns minuts de rodatge.

## Argument
Ningú l'ha vist en molts anys, però les referències ens diuen que era una sàtira sobre les desventures de diversos artistes espanyols que somien amb anar a Hollywood, la Meca del Cinema. El metratge, de tan sols 61 minuts, comptava amb diversos números musicals.

## Repartiment
- Perlita Greco
- Federico García Sanchiz
- Antonio Robles
- Emilia Barrado
- Enrique Herreros
- Pedro Chicote
- Manuel Vico